# Victoria de Marichalar y Borbón

Erb Victorie Federicy de Marichalar

Victoria Federica de Todos los Santos de Marichalar y Borbón, paní z Tejady (* 9. září 2000, Madrid) je mladší dítě a jediná dcera infantky Eleny, vévodkyně z Luga a Jaimeho de Marichalara. Je vnučkou krále Juana Carlose I. a královny Sofie Španělské a neteří krále Filipa VI. Viktorie je pátá v linii následnictví španělského trůnu po svých sestřenicích, dcerách krále Filipa Leonor, kněžně z Asturie a infantce Sofii, své matce a svém bratrovi Felipovi.

## Mládí a vzdělání
Victoria se narodila 9. prosince 2000 ve 13:00 v Ruberově mezinárodní nemocnici v Madridu. Jejími kmotry byli španělský král Filip VI. Španělský (strýc z matčiny strany) a Ana de Marichalar y Sáenz de Tejada (teta z otcovy strany). Byla pojmenována po své pra-prababičce, královně Viktorii Eugenii Španělské; své prababičce, královně Frederice Řecké. Označení Todos los Santos (Všech svatých), je pro Bourbony tradiční.
Od narození nese oslovení Její Excelence. Všechny děti infantky Cristiny a infantky Eleny mají oslovení „JE don/doña“, jak se na děti španělské infantky sluší. I když nemají titul, všechna vnoučata krále Juana Carlose jsou členy španělského královského rodu.
První svaté přijímání uskutečnila 27. května 2009 v Alcobendas ve Španělsku v kostele Dominicos.
Navštěvovala Colegio San Patricio v Madridu. Poté studovala 3 roky na britské internátní škole, než se vrátila do Španělska na St. George's de La Moraleja.
Studuje obchodní administrativu a management na College for International Studies v Madridu.
Victoria tančila balet a jezdila na koni. Má také velký zájem o tradice své země, zejména o býčí zápasy. Jako teenager trávila letní prázdniny v Palma de Mallorca se svou rodinou.

## Kariéra
Údajně pracuje v módním průmyslu. Řekla, že móda je jejím „pravým voláním“.